# 김광식 (배우)
김광식(1971년 7월 30일 ~ )은 대한민국의 배우이다.

## 출연

### 영화
- 2000년 《침향》
- 2001년 《파이란》 ... 어우동 사내 역
- 2002년 《굳세어라 금순아》 ... 불곰 역
- 2003년 《황산벌》 ... 백제 - 병사 2 역
- 2003년 《지구를 지켜라!》 ... 서 형사 역
- 2004년 《달마야 서울 가자》 ... 추남 청년 역
- 2004년 《제니, 주노》 ... 낚시꾼 역
- 2006년 《라디오 스타》 ... 장씨 역
- 2006년 《사랑할 때 이야기하는 것들》 ... 형사 1 역
- 2007년 《뷰티풀 선데이》 ... 안 형사 역
- 2007년 《날아라 허동구》 ... 통닭 배달원 역
- 2007년 《동갑내기 과외하기 레슨 2》 ... 취객 1 역
- 2007년 《리턴》 ... 에쿠스맨 역
- 2008년 《라듸오 데이즈》 ... 당원 1 역
- 2010년 《싸고 좋은 집》 ... 복덕방주인 역
- 2010년 《육혈포 강도단》 ... 슈퍼주인 역
- 2011년 《수상한 고객들》 ... 소연공터 사채 2 역
- 2012년 《철가방 우수 씨》 ... 표 검사 역
- 2013년 《완전 소중한 사랑》 ... 와인바 손님 1 역
- 2015년 《스피드》 ... 코치 역
- 2017년 《지렁이》
- 2018년 《덕구》 ... 성복 역
- 2018년 《살아남은 아이》 ... 성 사장 역
- 2019년 《1919 유관순》 ... 마쓰자끼 역
- 2021년 《미드나이트》 ... 중년남 역 (특별출연)
- 2024년 《그녀가 죽었다》 ... 소라 부 역 (특별출연)

### 드라마
- 2007년 SBS 《쩐의 전쟁》 ... 수표 역
- 2007년 SBS 《칼잡이 오수정》 ... 사채업자 역
- 2008년 MBC 《밤이면 밤마다》
- 2008년 SBS 《일지매》 ... 걱두 역
- 2010년 한국경제TV 《김과장 & 이대리》 ... 박차장 역
- 2012년 MBC 《닥터 진》 ... 깨복이 역
- 2014년 KBS2 《하이스쿨 러브온》 ... 음악교사 김광식 역
- 2015년 MBC 《빛나거나 미치거나》 ... 백충현 역
- 2016년 MBC 《굿바이 미스터 블랙》
- 2017년 JTBC 《청춘시대 2》 ... 외딴집 연쇄 살인범 역
- 2017년 KBS1 《안단테》 ... 박영근 역
- 2017년 MBC 《20세기 소년소녀》 ... 장기봉 역
- 2018년 OCN 《플레이어》 ... 박춘재 역
- 2018년 OCN 《프리스트》 ... 설현 역
- 2019년 JTBC 《눈이 부시게》 ... 병수 역
- 2019년 JTBC 《으라차차 와이키키 2》 ... 김용팔 역
- 2019년 JTBC 《나의 나라》 ... 정사정 역
- 2019년 TV조선 《레버리지: 사기조작단》 ... 박기호 역
- 2020년 채널A 《터치》 ... 한대철 역
- 2020년 TV조선 《복수해라》 ... 최과장 역
- 2020년 tvN 《철인왕후》 ... 조덕문 역 - 이조판서
- 2020년 OCN 《경이로운 소문》 ... 송만호 역
- 2021년 MBC 《오! 주인님》 ... 유대영 역
- 2021년 JTBC 《월간 집》
- 2022년 디즈니+ 《키스 식스 센스》 ... 철용 역 (특별출연)
- 2023년 JTBC 《신성한, 이혼》 ... 정 기사 역
- 2024년 ENA 《크래시》 … 고재덕 역
- 2024년 JTBC 《낮과 밤이 다른 그녀》 … 차재성 역
- 2025년 tvN 《이혼 보험》 ... 정정치 역
- 2025년 KBS2 《내 여자친구는 상남자》 ... 박일조 역

### 연극
- 2011년 《임대아파트》
- 2013년 《행복배달부 우수씨》